# Rábai Miklós
Rábai Miklós (Békéscsaba, 1921. április 18. – Budapest, 1974. augusztus 18.) táncművész, néptánc-koreográfus, folklorista; Kossuth-díjas (1952), érdemes művész (1967).

## Élete
Pékmester fiaként Békéscsabán született. Iskolái elvégzése után visszatért szülővárosába vegytan–természetrajz szakos középiskolai tanárnak, s e minőségében a Rudolf Reálgimnázium Batsányi Együttesének volt 1946–48-ban a vezetője. Csoportja az 1948-as kultúrversenyen, Gyulán első helyezést ért el a szabadságharc centenáriumára rendezett országos táncversenyen. 1949-től Budapesten tanított a Testnevelési Főiskola néptánc tanszakán, és az egyetemi és főiskolai hallgatókból válogatott MEFESZ (Magyar Egyetemi és Főiskolai Egyesületek Szövetsége) táncegyüttest vezette. Ekkor már készített koreográfiákat. Az 1951-ben megalakult Állami Népi Együttes koreográfusa és a tánckar művészeti vezetője, 1965-től haláláig a teljes társadalmi művészeti vezetője volt. Az együttes bemutatkozásán (Ecseri lakodalmas) korábbi kísérleteit összegezte, így itt jelent meg először az úgynevezett triós műfaj első színpadi kísérlete (Kállai kettős, amelyet Kodály Zoltán egyenesen számukra komponált), az ének–zene–tánckar együttes közreműködése az adott produkción belül. 1958–1961 között szviteken, zsánerképeken, mese- és történeti játékokon, balladákon és tánc-drámákon keresztül új formát, a népi balettet alakította ki. 1960-tól modern, forradalmi témákat próbált a néptánc nyelvén megfogalmazni.
Az Állami Népi Együttes igazgatója lett 1971-ben. Működése alatt az együttes hét koncertprogramot mutatott be, amelyek többségét ő maga koreografálta. Együttese öt világrész több mint 30 országában lépett fel. Koreográfiáiról számos filmfelvétel készült, a magyar Televízió portréfilmet készített Egy óra Rábai Miklósnál címmel. Még ebben az évben javaslatára indult meg a Balettintézetben a hivatásos néptáncos képzés.

## Munkássága
- Koreográfiái: Drágszéli szvit, Békési lakodalmas, A nagyot mondó, Bíró Szép Anna, Ludas Matyi, Este a fonóban, Üveges tánc, Pontozó
- Népi balettek: Kádár Kata, Jóka ördöge, A Kisbojtár

Békéscsabán és Gyulán utca, Ecseren művészeti központ őrzi emlékét.

## Elismerései

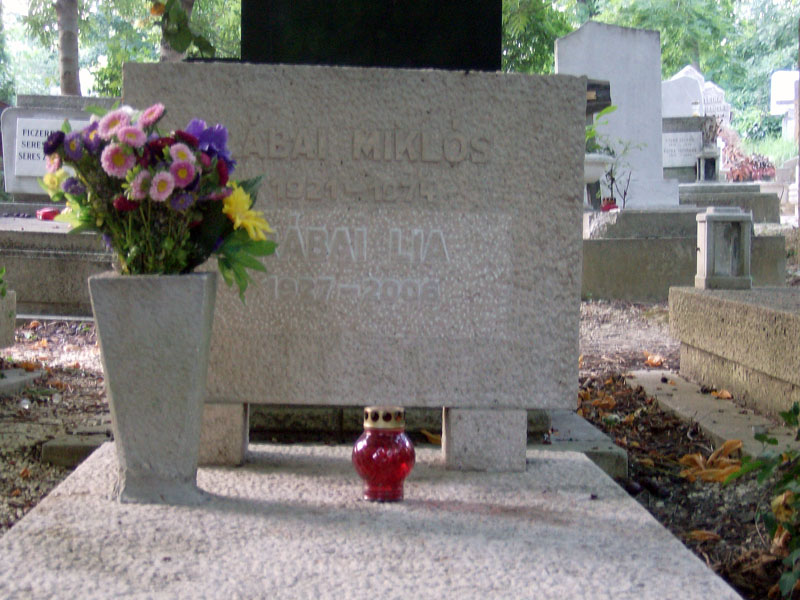
Rábai Miklós sírja Budapesten. Farkasréti temető: 25-1-20.

- Kossuth-díj 1952-ben
- Érdemes művész 1967-ben
- SZOT-díj 1973-ban